# Olenivka, Perevalsk
Olenivka (în ucraineană Оленівка) este un sat în comuna Veselohorivka din raionul Perevalsk, regiunea Luhansk, Ucraina.

## Demografie
Componența lingvistică a localității Olenivka
     Ucraineană (93,18%)
     Rusă (5,3%)
     Belarusă (1,52%)
Conform recensământului din 2001, majoritatea populației localității Olenivka era vorbitoare de ucraineană (93,18%), existând în minoritate și vorbitori de rusă (5,3%) și belarusă (1,52%).